# リース・ラドック
リース・ラドック（Rhys Ruddock、1990年11月13日 - ）は、ユナイテッド・ラグビー・チャンピオンシップ、レンスターに所属するラグビーユニオン選手。

## プロフィール
- アイルランド・ダブリン出身。
- ポジションはフランカー(FL)。
- 身長 191cm、体重 113kg
- U20アイルランド代表に選ばれたことがある[1]。
- アイルランド代表キャップは27（2022年12月現在）でラグビーワールドカップ2015・ラグビーワールドカップ2019のアイルランド代表に選ばれた[2]。

## 略歴
スウォンジーRFCを経て、2009年、レンスターに加入。